# Israel i olympiska sommarspelen 1952
Israel deltog i de olympiska sommarspelen 1952 med en trupp bestående av 25 deltagare. Ingen av landets deltagare erövrade någon medalj.